# Дятловичский сельсовет (Гомельская область)
Дятловичский сельсовет (бел. Дзя́тлавіцкі сельсавет) — упразднённая административная единица на территории Гомельского района Гомельской области Республики Беларусь.

## История
В 2006 году сельсовет упразднён, населённые пункты Старые Дятловичи и Чкалово включены в состав Бобовичского сельсовета, Новые Дятловичи — в состав Шарпиловского сельсовета.

## Состав
Дятловичский сельсовет включает 3 населённых пункта:
- Новые Дятловичи — деревня
- Старые Дятловичи — деревня
- Чкалово — деревня